# Kadingilan, Bukidnon
Kadingilan là một đô thị hạng 4 ở tỉnh Bukidnon, Philippines. Theo điều tra dân số năm 2000 của Philipin, đô thị này có dân số 25.858 người trong 5.050 hộ.

## Các đơn vị hành chính
Kadingilan được chia thành 17 barangay.
| - Bagongbayan - Bagor - Balaoro - Baroy - Cabadiangan - Husayan - Kibalagon - Mabuhay - Malinao | - Matampay - Sibonga - Pay-as - Pinamanguhan - Poblacion Kadingilan - Salvacion - San Andres - Kibogtok |